# Согласительная комиссия
Согласительная комиссия — практика, при которой в случае конфликта стороны прибегают к помощи третьей стороны или создают группу представителей для того, чтобы найти приемлемое решение для обеих сторон, либо для урегулирования замечаний, послуживших основанием для отказа в согласовании проекта документа. Согласительная комиссия собирается как для общественных слушаний, так и в Федеральном собрании, что предусмотрено п.4 ст.105 Конституцией РФ.
В состав согласительной комиссии могут входить общественность, администрация города, совет депутатов, представители заказчика, представители разработчиков проекта. Целями согласительной комиссии являются:
- 1. разработка, утверждение либо отклонение нормативных и рекомендуемых документов,
- 2. оказание содействия объединению собственников,
- 3. содействие продвижению к каждому жителю принятых и рекомендуемых согласительной комиссией документов,
- 4. создания условий постоянного информирования жителей.

В конце своей работы согласительная комиссия представляет в высший исполнительный орган государственной власти субъекта РФ подготовленный для утверждения проект документа, а при отказе — несогласованный проект с заключением об отказе в согласовании документа.